# Showgirl : The Greatest Hits Tour
Tournées par Kylie Minogue
KylieFever2002
(2002) Showgirl : The Homecoming Tour
(2006-2007)

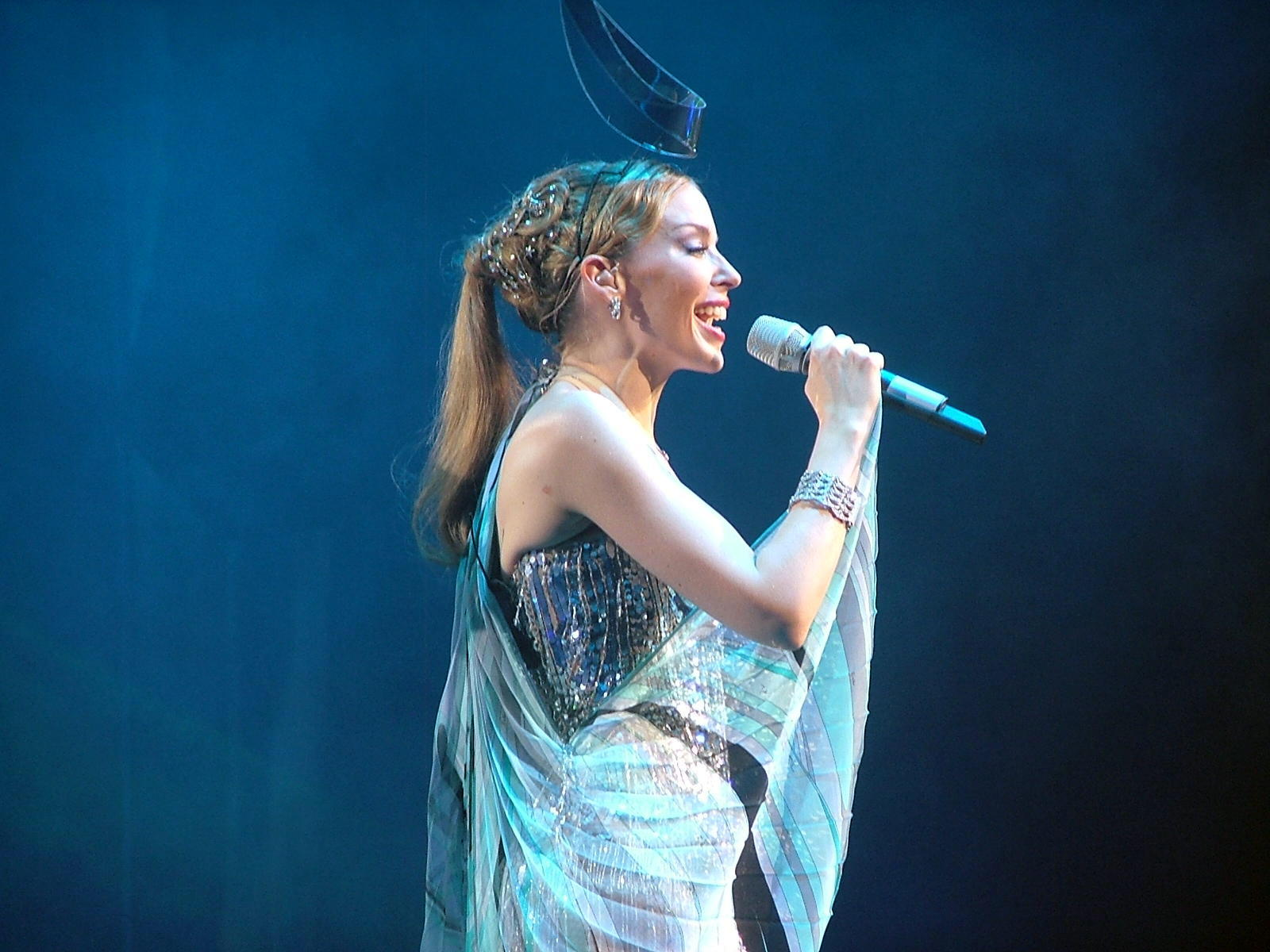
Kylie Minogue à Paris, chantant Can't Get You Out of My Head.

Showgirl : The Greatest Hits Tour est la huitième tournée de la chanteuse australienne Kylie Minogue, effectuée entre 2005, faisant la promotion de son neuvième album de compilation, Ultimate Kylie. Le concert a débuté le 19 mars 2005 à Glasgow, en Écosse et s'est terminée le 7 mai 2005 à Londres, en Angleterre. 
Cette tournée est passée par l'Europe, générant 20 millions de dollars. Le concert est divisé en huit tableaux : Showgirl, Smiley Kylie, Denial, What Kylie Wants, Kylie Gets, Dreams, Kyliesque, Minx in Space et Encore. 
La tournée a été annulée après les dates européennes, à cause du diagnostic de cancer du sein de Minogue.

## Setlist
Acte I: Showgirl
- Overture
- Better the Devil You Know
- In Your Eyes
- Giving You Up
- On a Night Like This

Acte II: Smiley Kylie
- Shocked (contient des éléments de Do You Dare?, It's No Secret, Give Me Just a Little More Time, Keep on Pumpin' It et What Kind of Fool (Heard All That Before))
- What Do I Have to Do? (contient des éléments de I'm Over Dreaming (Over You))
- Spinning Around (contient des éléments de Step Back in Time, Finally et Such a Good Feeling)

Acte III: Denial
- In Denial (duo virtuel avec Neil Tennant)
- Je ne sais pas pourquoi
- Confide in Me

Acte IV: What Kylie Wants, Kylie Gets
- Red Blooded Woman (contient des éléments de Where the Wild Roses Grow)
- Slow
- Please Stay

Acte V: Dreams
- Over the Rainbow
- Come into My World
- Chocolate
- I Believe in You
- Dreams

Acte VI: Kyliesque
- Hand on Your Heart
- The Loco-Motion
- I Should Be So Lucky
- Your Disco Needs You

Acte VII: Minx in Space
- Put Yourself in My Place
- Can't Get You Out of My Head

Encore
- Especially for You (contient des éléments de Love's in Need of Love Today)
- Love at First Sight

## Dates de la tournée
| Date             | Ville      | Pays       | Lieu                          | Première partie | Affluence                | Revenu       |
| ---------------- | ---------- | ---------- | ----------------------------- | --------------- | ------------------------ | ------------ |
| Étape 1 - Europe |            |            |                               |                 |                          |              |
| 19 mars 2005     | Glasgow    | Écosse     | SECC Concert Hall 4           | Melody Club     | 43,100 / 43,100          | 3 040 468 $  |
| 20 mars 2005     | Glasgow    | Écosse     | SECC Concert Hall 4           | Melody Club     | 43,100 / 43,100          | 3 040 468 $  |
| 22 mars 2005     | Glasgow    | Écosse     | SECC Concert Hall 4           | Melody Club     | 43,100 / 43,100          | 3 040 468 $  |
| 23 mars 2005     | Glasgow    | Écosse     | SECC Concert Hall 4           | Melody Club     | 43,100 / 43,100          | 3 040 468 $  |
| 24 mars 2005     | Glasgow    | Écosse     | SECC Concert Hall 4           | Melody Club     | 43,100 / 43,100          | 3 040 468 $  |
| 26 mars 2005     | Paris      | France     | Zénith de Paris               | Melody Club     | –                        | –            |
| 27 mars 2005     | Rotterdam  | Pays-Bas   | Sportpaleis van Ahoy          | Melody Club     | –                        | –            |
| 28 mars 2005     | Anvers     | Belgique   | Sportpaleis                   | Melody Club     | –                        | –            |
| 30 mars 2005     | Vienne     | Autriche   | Wiener Stadthalle             | Melody Club     | –                        | –            |
| 31 mars 2005     | Munich     | Allemagne  | Olympiahalle                  | Melody Club     | –                        | –            |
| 1er avril 2005   | Bâle       | Suisse     | Hallenstadion                 | Melody Club     | –                        | –            |
| 3 avril 2005     | Aalborg    | Danemark   | Gigantium                     | Melody Club     | –                        | –            |
| 4 avril 2005     | Hambourg   | Allemagne  | Color Line Arena              | Melody Club     | –                        | –            |
| 5 avril 2005     | Cologne    | Allemagne  | Kölnarena                     | Melody Club     | –                        | –            |
| 7 avril 2005     | Dublin     | Irlande    | Point Theatre                 | Melody Club     | –                        | –            |
| 8 avril 2005     | Dublin     | Irlande    | Point Theatre                 | Melody Club     | –                        | –            |
| 9 avril 2005     | Dublin     | Irlande    | Point Theatre                 | Melody Club     | –                        | –            |
| 11 avril 2005    | Dublin     | Irlande    | Point Theatre                 | Melody Club     | –                        | –            |
| 12 avril 2005    | Dublin     | Irlande    | Point Theatre                 | Melody Club     | –                        | –            |
| 15 avril 2005    | Birmingham | Angleterre | NEC Arena                     | Melody Club     | 65,976 / 65, 976         | 4 572 554 $  |
| 16 avril 2005    | Birmingham | Angleterre | NEC Arena                     | Melody Club     | 65,976 / 65, 976         | 4 572 554 $  |
| 17 avril 2005    | Birmingham | Angleterre | NEC Arena                     | Melody Club     | 65,976 / 65, 976         | 4 572 554 $  |
| 19 avril 2005    | Birmingham | Angleterre | NEC Arena                     | Melody Club     | 65,976 / 65, 976         | 4 572 554 $  |
| 20 avril 2005    | Birmingham | Angleterre | NEC Arena                     | Melody Club     | 65,976 / 65, 976         | 4 572 554 $  |
| 21 avril 2005    | Birmingham | Angleterre | NEC Arena                     | Melody Club     | 65,976 / 65, 976         | 4 572 554 $  |
| 23 avril 2005    | Manchester | Angleterre | Manchester Evening News Arena | Melody Club     | 74,060 / 74,060          | 5 234 740 $  |
| 24 avril 2005    | Manchester | Angleterre | Manchester Evening News Arena | Melody Club     | 74,060 / 74,060          | 5 234 740 $  |
| 26 avril 2005    | Manchester | Angleterre | Manchester Evening News Arena | Melody Club     | 74,060 / 74,060          | 5 234 740 $  |
| 27 avril 2005    | Manchester | Angleterre | Manchester Evening News Arena | Melody Club     | 74,060 / 74,060          | 5 234 740 $  |
| 28 avril 2005    | Manchester | Angleterre | Manchester Evening News Arena | Melody Club     | 74,060 / 74,060          | 5 234 740 $  |
| 30 avril 2005    | Londres    | Angleterre | Earls Court Exhibition Centre | Melody Club     | 105,840 / 105,840        | 7 125 132 $  |
| 1er mai 2005     | Londres    | Angleterre | Earls Court Exhibition Centre | Melody Club     | 105,840 / 105,840        | 7 125 132 $  |
| 2 mai 2005       | Londres    | Angleterre | Earls Court Exhibition Centre | Melody Club     | 105,840 / 105,840        | 7 125 132 $  |
| 4 mai 2005       | Londres    | Angleterre | Earls Court Exhibition Centre | Melody Club     | 105,840 / 105,840        | 7 125 132 $  |
| 5 mai 2005       | Londres    | Angleterre | Earls Court Exhibition Centre | Melody Club     | 105,840 / 105,840        | 7 125 132 $  |
| 6 mai 2005       | Londres    | Angleterre | Earls Court Exhibition Centre | Melody Club     | 105,840 / 105,840        | 7 125 132 $  |
| 7 mai 2005       | Londres    | Angleterre | Earls Court Exhibition Centre | Melody Club     | 105,840 / 105,840        | 7 125 132 $  |
| TOTAL            | TOTAL      | TOTAL      | TOTAL                         | TOTAL           | 288,976 / 288,976 (100%) | 19 972 894 $ |

### Dates annulées
| Date                | Ville        | Pays       | Lieu                          | Raison                                           |
| ------------------- | ------------ | ---------- | ----------------------------- | ------------------------------------------------ |
| Étape 2 - Australie |              |            |                               |                                                  |
| 20 mai 2005         | Sydney       | Australie  | Sydney Super Dome             | Le diagnostic de cancer du sein de Kylie Minogue |
| 21 mai 2005         | Sydney       | Australie  | Sydney Super Dome             | Le diagnostic de cancer du sein de Kylie Minogue |
| 23 mai 2005         | Melbourne    | Australie  | Rod Laver Arena               | Le diagnostic de cancer du sein de Kylie Minogue |
| 24 mai 2005         | Melbourne    | Australie  | Rod Laver Arena               | Le diagnostic de cancer du sein de Kylie Minogue |
| 25 mai 2005         | Melbourne    | Australie  | Rod Laver Arena               | Le diagnostic de cancer du sein de Kylie Minogue |
| 27 mai 2005         | Melbourne    | Australie  | Rod Laver Arena               | Le diagnostic de cancer du sein de Kylie Minogue |
| 28 mai 2005         | Melbourne    | Australie  | Rod Laver Arena               | Le diagnostic de cancer du sein de Kylie Minogue |
| 31 mai 2005         | Sydney       | Australie  | Sydney Entertainment Centre   | Le diagnostic de cancer du sein de Kylie Minogue |
| 1er juin 2005       | Sydney       | Australie  | Sydney Entertainment Centre   | Le diagnostic de cancer du sein de Kylie Minogue |
| 2 juin 2005         | Sydney       | Australie  | Sydney Entertainment Centre   | Le diagnostic de cancer du sein de Kylie Minogue |
| 4 juin 2005         | Brisbane     | Australie  | Brisbane Entertainment Centre | Le diagnostic de cancer du sein de Kylie Minogue |
| 5 juin 2005         | Brisbane     | Australie  | Brisbane Entertainment Centre | Le diagnostic de cancer du sein de Kylie Minogue |
| 6 juin 2005         | Brisbane     | Australie  | Brisbane Entertainment Centre | Le diagnostic de cancer du sein de Kylie Minogue |
| 8 juin 2005         | Adélaïde     | Australie  | Adelaide Entertainment Centre | Le diagnostic de cancer du sein de Kylie Minogue |
| 9 juin 2005         | Adélaïde     | Australie  | Adelaide Entertainment Centre | Le diagnostic de cancer du sein de Kylie Minogue |
| 12 juin 2005        | Perth        | Australie  | Perth Entertainment Centre    | Le diagnostic de cancer du sein de Kylie Minogue |
| 13 juin 2005        | Perth        | Australie  | Perth Entertainment Centre    | Le diagnostic de cancer du sein de Kylie Minogue |
| 14 juin 2005        | Perth        | Australie  | Perth Entertainment Centre    | Le diagnostic de cancer du sein de Kylie Minogue |
| Étape 3 - Asie      |              |            |                               | Le diagnostic de cancer du sein de Kylie Minogue |
| 17 juin 2005        | Kallang      | Singapour  | Singapore Indoor Stadium      | Le diagnostic de cancer du sein de Kylie Minogue |
| 20 juin 2005        | Bangkok      | Thaïlande  | IMPACT Arena                  | Le diagnostic de cancer du sein de Kylie Minogue |
| 23 juin 2005        | Chek Lap Kok | Hong Kong  | HKCEC Hall 3                  | Le diagnostic de cancer du sein de Kylie Minogue |
| Étape 4 - Europe    |              |            |                               | Le diagnostic de cancer du sein de Kylie Minogue |
| 26 juin 2005        | Pilton       | Angleterre | Glastonbury Festival          | Le diagnostic de cancer du sein de Kylie Minogue |